# FK Vitosa Bisztrica
Az FK Vitosa Bisztrica (Bolgárul: ФК Витоша) egy bolgár labdarúgócsapat. 1958-ban alapították. A Bisztrica Stadionban játssza hazai mérkőzését, amely 2000 fő befogadására alkalmas.
A klub leghíresebb játékosa Bojko Boriszov volt, aki korábban Bulgária miniszterelnöke is volt. 2011-ben az akkor 52 éves Boriszov a harmadosztályú Vitosa Bisztrica játékosaként lett az év játékosa, a szavazatok 44 százalékát gyűjtötte be, ezzel fölényesen nyert. 2013 augusztusában a legidősebb labdarúgó lett, aki pályára lépett egy bolgár profi klubban. 54 évesen 54 percet játszott a Rakovszki elleni másodosztályú bajnokin.

## Történelem
1958-ban alapították és 2007-ig regionális bajnokságokban szerepelt. Az 1972–1973-as bolgár kupában az elődöntőig jutottak, ott a Pirin Blagoevgrad jutott tovább. 2007 és 2016 között a harmadosztály rendszeres résztvevői voltak. A 2012–13-as szezonban második helyen jutottak fel a másodosztályba. A 2015–16-os idényt második helyen fejezték be, így fel jutottak a másodosztályba. 2017. június 3-án a rájátszást megnyerték és történelmük során először indulhattak az élvonalban.

## Jelenlegi keret
2017. augusztus 16-i állapotnak megfelelően.
| #  |     | Poszt | Név                 |
| -- | --- | ----- | ------------------- |
| 1  | BUL | K     | Mihail Ivanov       |
| 2  | BUL | V     | Todor Gocsev        |
| 3  | BUL | V     | Jordan Vrbanov      |
| 4  | BUL | V     | Krisztijan Uzunov   |
| 5  | BUL | V     | Venciszlav Bonev    |
| 6  | BUL | V     | Rumen Gjonov        |
| 7  | BUL | KP    | Krisztijan Kocsilov |
| 9  | BUL | KP    | Angel Sztojanov     |
| 10 | BUL | KP    | Georgi Amzin        |
| 11 | BUL | CS    | Daniel Kutev        |
| 14 | BUL | KP    | Chetin Sadula ()    |
| 15 | BUL | V     | Radko Mutafcsijszki |
| 16 | BUL | KP    | Dimitr Panteleev    |

| #  |     | Poszt | Név                                                       |
| -- | --- | ----- | --------------------------------------------------------- |
| 17 | BUL | KP    | Mihail Petrov                                             |
| 18 | BUL | KP    | Petko Cankov                                              |
| 19 | BUL | KP    | Dimitr Atanaszov                                          |
| 24 | BUL | V     | Nikolaj Hrisztozov                                        |
| 25 | NGA | CS    | Paul Otofe                                                |
| 30 | BUL | V     | Ilijan Popov                                              |
| 33 | BUL | K     | Nikolaj Radev                                             |
| 45 | BUL | CS    | Grigor Dolapcsiev                                         |
| 77 | BUL | KP    | Daniel Peev                                               |
| 80 | BUL | CS    | Kitan Vaszilev (kölcsönben a Szlavija Szofija csapatától) |
| 88 | BUL | KP    | Ivajlo Lazarov                                            |
| 97 | BUL | K     | Hrisztijan Vaszilev                                       |
| 99 | BUL | CS    | Sztefan Hrisztov                                          |